# NGC 2257
NGC 2257 je kuglasti skup  u zviježđu Zlatnoj ribi. 

## Vanjske poveznice
- SEDS: NGC 2257